# Pierre-Augustin Béclard
Pour les articles homonymes, voir Béclard.

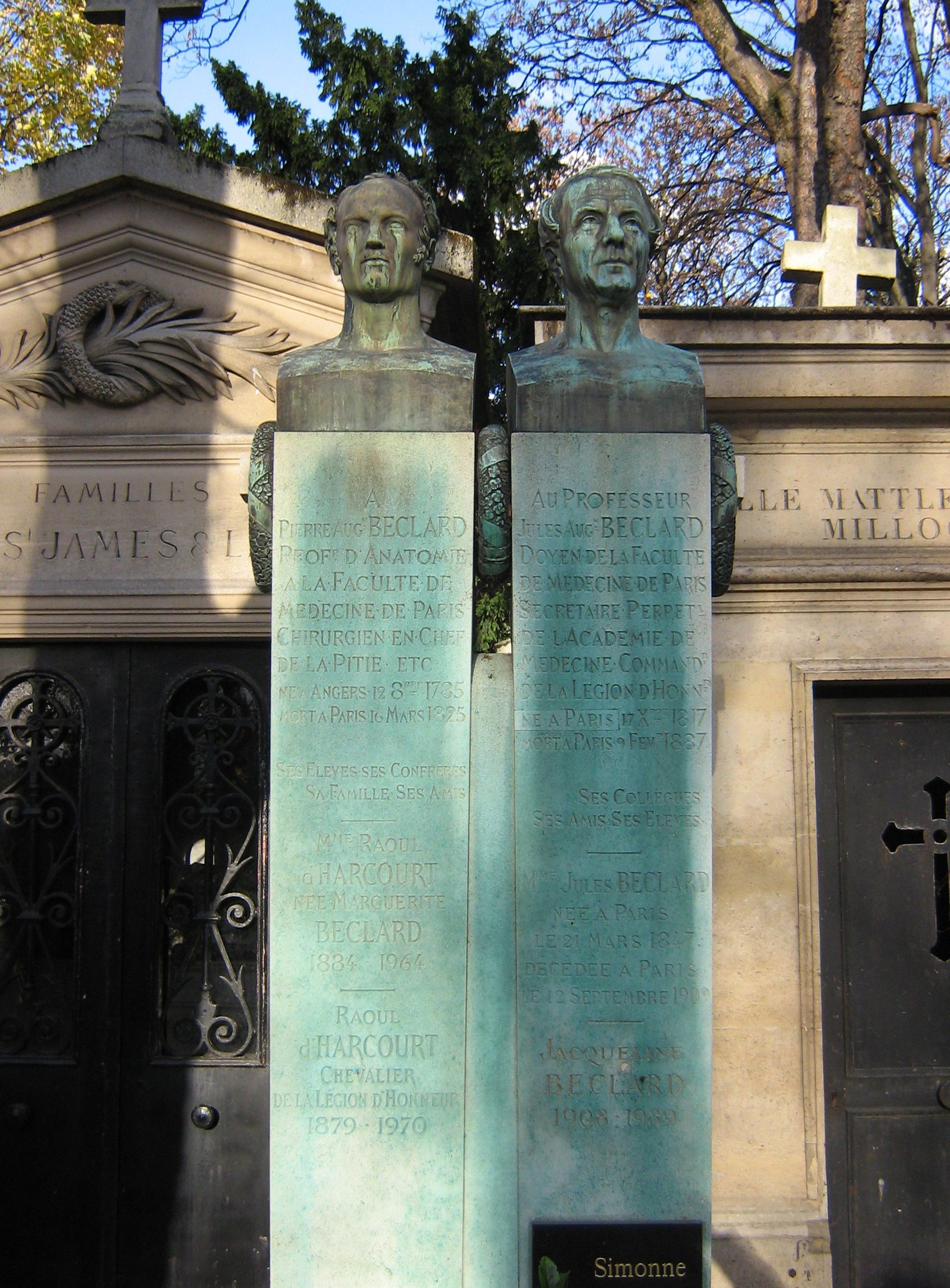
Tombe au cimetière du Père-Lachaise

Pierre-Augustin Béclard, né le 12 octobre 1785 à Angers et mort le 16 mars 1825 à Paris, est un chirurgien, professeur et anatomiste français.

## Biographie

### Famille

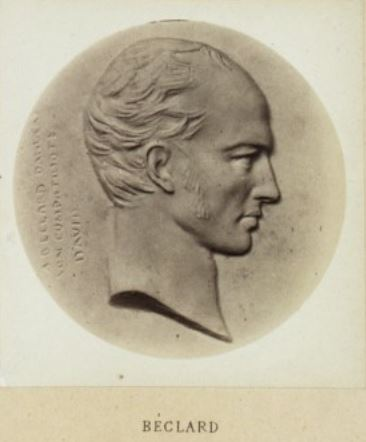
Médaillon par David d'Angers

Pierre-Augustin Béclard est le cousin du chirurgien François-Philippe Béclard et le fils de Philippe François, un marchand d'étoffes.
Il est le 7e enfant et le 5e garçon d'une famille de onze.
En 1797, il épouse Berthe Julie Dubois, fille d'Antoine Dubois, professeur à la faculté de médecine de Paris.
Il est le père du médecin physiologiste Jules Auguste Béclard (1819-1887) et de  Léon Philippe Béclard (1819-1864) ministre plénipotentiaire au Maroc.

### Études et carrière
En 1797, il entre à l'école centrale d'Angers, où il se lie d'amitié avec Pierre-Jean David d'Angers (1788-1856). En 1799, il est employé dans le petit commerce, d'où il se fait renvoyer pour manque d'intérêt pour son travail.
Il suit alors les pas de son cousin en commençant des études de médecine à Angers en 1802. Il est interne de l'Hôtel-Dieu d'Angers de 1804 à 1808.
Il poursuit ses études à Paris où il est reçu premier au concours de l'externat en 1809, et reçu premier au concours de l'internat en 1810 pour exercer à l'hôpital des Enfants-malades.
En 1811, il devient prosecteur de la faculté de Médecine, et en 1812 il est nommé chef des travaux anatomiques de la faculté en remplacement de Guillaume Dupuytren (1777-1835). Il obtient son doctorat en médecine avec sa thèse : Propositions sur quelques points de médecine (1813).
Il est successivement chirurgien en chef de la Charité (1813), chirurgien de La Pitié (1815), professeur adjoint d'anatomie et de physiologie (1818), et professeur d'anatomie (1823).
Il décède en 1825 et est enterré au Cimetière du Père-Lachaise. Le successeur à son poste est Jean Cruveilhier (1791-1874).

## Travaux
Il appliqua avec succès l'anatomie à la chirurgie, et se distingua par l'éclat de son enseignement.
Il donna en 1821 une édition de l'Anatomie générale de Marie François Xavier Bichat (1771-1802), avec notes et additions, 1821, et publia lui-même, en 1823, des Éléments d'anatomie, longtemps classiques.

## Éponymie
- Amputation de Béclard, un procédé de désarticulation de la hanche[5] ;
- arcade ou anastomose de Béclard ;
- hernie de Béclard, hernie crurale à travers l'orifice de la veine saphène[5],[6];
- noyau ou point d'ossification de Béclard, localisé dans le cartilage de l'épiphyse inférieure du fémur, et apparaissant normalement vers la fin de la vie fœtale, utilisé en médecine médico-légale pour déterminer l'âge d'un nouveau-né (signe de Béclard)[5],[7];
- Triangle de Béclard[8].

## Publications
- Elémens d'anatomie générale ou Description de tous les genres d'organes qui composent le corps humain, [Deuxième édition accompagnée d'une Notice sur la vie et les travaux de l'auteur par le Dr Ollivier], Paris, Béchet jeune, lire en ligne sur Gallica.